# Njinga: Reina de Angola
Njinga: Reina de Angola (en portugués: Njinga: Rainha de Angola) es una película épica histórica angoleña de 2013 dirigida por Sérgio Graciano. Está protagonizada por Lesliana Pereira como la reina Njinga Mbandi, que lucha por liberar a Angola.

## Sinopsis
Ambientada en la Angola del siglo XVII se presenta la historia real de la reina Njinga Mbandi. Mientras su padre es rey, ella se entrena en estrategia militar. Su padre, hermano y sobrino se suceden para liderar a su gente, pero todos se encuentran con una muerte misteriosa. Njinga luego se convierte en reina, liderando guerras contra los portugueses que, sólo quieren obtener esclavos de la región, y resistiendo la invasión holandesa.

## Elenco
- Lesliana Pereira como la reina Njinga Mbandi
- Erica Chissapa como Kifunji
- Ana Santos
- Sílvio Nascimento como Jaga Kasa Cangola
- Miguel Hurst como Njali
- Jaime Joaquim como Mbandi
- Orlando Sérgio como Jaga Casacassage

## Producción
Los productores tardaron seis años en recaudar dinero para su realización. La guionista Isilda Hurst pasó dos años y medio investigando a la Reina y el contexto histórico de su historia. El estudio consultó a historiadores mientras investigaba para la película. El rodaje tuvo lugar en el parque nacional Kissama en Angola durante nueve semanas. Los realizadores optaron por utilizar el portugués como el idioma principal de la película porque sintieron que permitiría que la mayor cantidad de angoleños entendiera la película, aunque fuese históricamente inexacto.

## Lanzamiento
Se proyectó en el Festival de Cine de Montreal de 2014. Posteriormente, se estrenó en Reino Unido en el festival de cine Film Africa en Londres el 6 de noviembre de 2014, y las entradas anticipadas se agotaron tan rápido que tuvo que trasladarse a un lugar más grande. Se proyectó nuevamente durante el Festival Internacional de Cine de la Diáspora Africana en Washington D. C..

## Recepción
En African Studies Review, Fernando Arenas escribió que a pesar de la falta de profundidad emocional de los personajes, se "destaca en el contexto del cine africano por su ambición de retratar uno de los capítulos monumentales de la historia del continente". Ganó dos premios en los Africa Movie Academy Awards 2015 : Mejor Actriz en un papel principal para Lesliana Pereira y Maquillaje.

## Adaptación televisiva
Fue adaptada a un programa de televisión del mismo nombre, emitido desde 2014 hasta 2015.